# جو تيت (لاعب كرة قدم)
جو تيت (بالإنجليزية: Joe Tait)‏ هو لاعب كرة قدم بريطاني في مركز الدفاع، ولد في 4 فبراير 1990 في ميدلزبرة في المملكة المتحدة. لعب مع دارلينجتون إف سى وفيلادلفيا يونيون ونادي غيتزهد ونادي هارتلبول يونايتد ونادي يورك سيتي.

## وصلات خارجية
- جو تيت (لاعب كرة قدم) على موقع الدوري الأمريكي (الإنجليزية)
- جو تيت (لاعب كرة قدم) على موقع قاعدة بيانات كرة القدم.إي يو (الإنجليزية)
- جو تيت (لاعب كرة قدم) على موقع Soccerbase.com (لاعب) (الإنجليزية)